# Leeds Mercury
Leeds Mercury – angielska gazeta, wydawana w Leeds w latach 1718–1755 i ponownie 1767–1939. Do 1855 „Leeds Mercury” była tygodnikiem, następnie ukazywała się trzy razy w tygodniu, a od 1861 codziennie. 

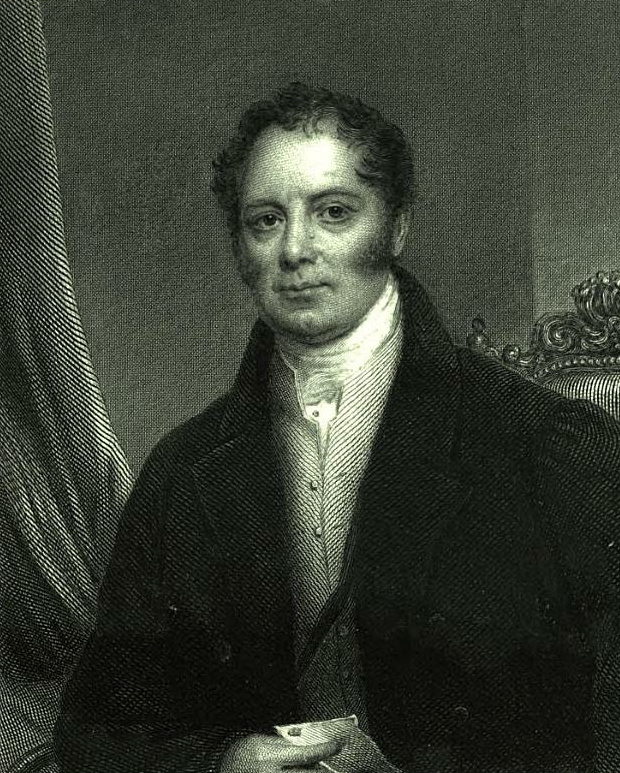
Edward Baines (1774–1848).

Gazetę założył John Hirst. W pierwszych latach ukazywała się jako czterostronicowy tygodnik wydawany w sobotę. W 1801 gazetę kupił Edward Baines (wybrany w 1834 do Izby Gmin), stając się jej redaktorem i jedynym właścicielem. Od 1845 właścicielem gazety był jego syn Edward Baines junior, który po śmierci w 1890 pozostawił swoim dzieciom kontrolny udział. W 1870 kolejny redaktor Thomas Wemyss Reid założył oddział redakcji w Londynie.
W 1923 gazetę przejęła spółka Yorkshire Conservative Newspaper Company Limited – wydawca „Yorkshire Post” zainteresowany połączeniem obu gazet. Ostatni numer „Leeds Mercury” ukazał się 26 listopada 1939, lecz jeszcze przez kilka następnych lat jej tytuł był podtytułem lokalnego wydania „Yorkshire Post”.